# Rewolucja nikaraguańska
Rewolucja nikaraguańska – zbrojne powstanie antyrządowe z 1979 roku, które odsunęło od władzy w Nikaragui reżim Anastasio Somozy Debayle.

## Geneza
Od czasów dwudziestolecia międzywojennego Nikaragua była politycznie i gospodarczo zdominowana przez klan Somozów. Pozbawiony poparcia w kraju reżim opierał swoje rządy na poparciu Stanów Zjednoczonych. W 1961 roku utworzony został antysomozistowski Sandinistowski Front Wyzwolenia Narodowego, który przyjął rewolucyjno-militarny charakter. Front Wyzwolenia Narodowego pierwsze akcje zbrojne przeciwko rządowi podjął już na początku lat 70. Pomysł walki zbrojnej postulowany przez sandinistów nie zyskał w tym czasie większej aprobaty ludności. Radykalizacja społeczeństwa związana była ze wzrostem korupcji i pogłębieniem nędzy. Szczególne oburzenie ludności wywołało zachowanie Anastasio Somozy po trzęsieniu ziemi z roku 1972 (w jego wyniku zginęło około 10 tys. osób, a 50 tys. pozostało bez dachu nad głową), kiedy to dyktator zdefraudował prawie całą pomoc międzynarodową.
Do pierwszej większej i udanej akcji ruchu oporu doszło pod koniec 1974 roku, gdy partyzanci zajęli dom ministra rolnictwa. Po tym, gdy ochrona ministra ostrzelała partyzantów, ci odpowiedzieli ogniem. W wymianie ognia zginął minister, a jako zakładników pojmano kilku krewnych dyktatora i urzędników państwowych. W 1975 roku rząd wprowadził stan wyjątkowy – zaostrzył cenzurę prasy, a wszystkim przeciwnikom reżimu groziło internowanie i tortury.

## Przebieg antyrządowego powstania
Regularną rewolucję poprzedziło morderstwo lidera pokojowej opozycji Pedra Joaquína Chamorro Cardenala w styczniu 1978 roku. Morderstwo wywołało falę strajków i antyrządowych manifestacji oraz nasiliło akcje partyzanckie przeprowadzane przez Sandinistowski Front Wyzwolenia Narodowego. Sukcesy powstańców połączone z coraz większym kryzysem rządów doprowadziły do wstrzymania pomocy dla reżimu nikaraguańskiego ze strony amerykańskiej administracji, a także politycznego i wojskowego wsparcia dla FSLN ze strony Wenezueli, Kostaryki i Panamy. Sukcesy partyzantów doprowadziły do uruchomienia na początku 1979 roku rozmów międzynarodowych dotyczących zakończenia konfliktu. Do nasilenia walk ponownie doszło w kwietniu tego samego roku. FSLN przy pomocy Kuby, Panamy, Kostaryki i Meksyku znacznie rozbudowały potencjał wojskowy. Rewolucja zakończyła się 19 lipca 1979 roku zwycięstwem wojsk sandinistów w antyrządowym powstaniu i wkroczeniu ich wojsk do stolicy kraju, Managui.

## Skutki
Zwycięzcy rewolucjoniści w miejsce dotychczasowego rządu zainstalowali Rząd Odbudowy Narodowej. Sandinistowski Front Wyzwolenia Narodowego stworzył wokół siebie tzw. ruch sandinistowski, który stał się nieformalnym zapleczem rządu rewolucyjnego.